# Daina Augaitis
Daina Augaitis es una comisaria artística o curadora de arte canadiense especializada en arte contemporáneo. Desde el año 1996 se desempeña como Comisaria Jefe y Directora asociada en la Galería de Arte de Vancouver, en Columbia Británica, Canadá.

## Obra
Augaitis ha creado exhibiciones para artistas canadienses como Rebecca Belmore, Douglas Coupland, Stan Douglas, Brian Jungen, Ian Wallace y Paul Wong, y para artistas internacionales como Antoni Muntadas, Song Dong y Yang Fudong. En 2014, su exhibición Douglas Coupland: everywhere is anywhere is anything is everything presentó la primera retrospectiva del arte visual de Coupland. Augaitis fue galardonada con el premio a la excelencia al comisariado en arte contemporáneo 2014 de la Fundación Hnatyshyn, obteniendo dicha exhibición mención especial. La retrospectiva de 2012 Muntadas: Entre/Between fue exhibida en el Museo Nacional Centro de Arte Reina Sofía, en el Museo Calouste Gulbenkian, y en la Galería Nacional del Juego de Palma.
Augaitis ha sido una promotora del arte de las Naciones Originarias de Canadá en la Galería de Arte de Vancouver, organizando muestras de arte originario tanto contemporáneo como histórico, incluidas Raven Travelling: two centuries of Haida art (2006) y Edenshaw (2012). Sus catálogos y ensayos sobre estas exhibiciones han hecho contribuciones significativas a la literatura sobre el arte originario canadiense.
A lo largo de su carrera de más de 30 años, Augaitis se ha desempeñado como comisaria artística en el Centro de las Artes de Banff, la Galería Walter Phillips, la Galería Western Front, el Convertible Showroom, y la Franklin Furnace.

## Premios
- Premio Hnatyshyn a la excelencia al comisariado en arte contemporáneo, 2014.[7]

- Premio Emily, del Instituto de Arte y Diseño Emily Carr, 2000.[8]